# Falls City (Oregon)
Falls City é uma cidade localizada no estado norte-americano de Oregon, no Condado de Polk.

## Demografia
Segundo o censo norte-americano de 2000, a sua população era de 966 habitantes.
Em 2006, foi estimada uma população de 1037, um aumento de 71 (7.3%).

## Geografia
De acordo com o United States Census Bureau tem uma área de
3,2 km², dos quais 3,2 km² cobertos por terra e 0,0 km² cobertos por água. Falls City localiza-se a aproximadamente 217 m acima do nível do mar.

## Localidades na vizinhança
O diagrama seguinte representa as localidades num raio de 24 km ao redor de Falls City.